# Japanische Botschaft in Berlin

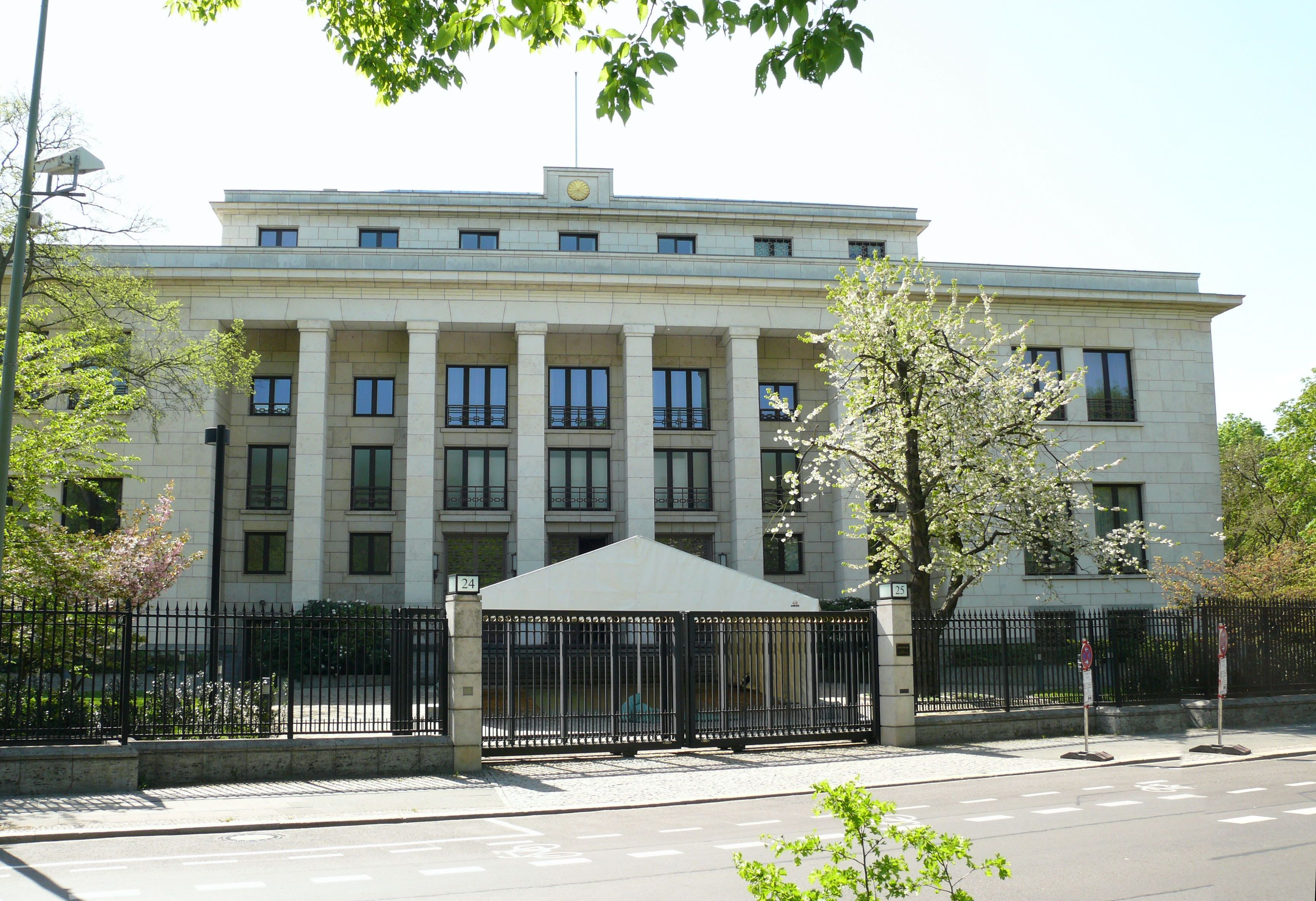
Botschaftsgebäude von der Hiroshimastraße aus gesehen

Die japanische Botschaft in Berlin (japanisch 在ドイツ日本国大使館) ist die diplomatische Vertretung Japans in Deutschland. Sie befindet sich im Botschaftsviertel in der Hiroshimastraße 6–10 / Ecke Tiergartenstraße im Berliner Ortsteil Tiergarten.
Botschafterin ist seit dem 22. November 2024 Mitsuko Shino.
Japan unterhält Generalkonsulate in Düsseldorf, Frankfurt am Main, Hamburg und München sowie ein Honorarkonsulat in Stuttgart.

## Geschichte der diplomatischen Beziehungen
Zwischen dem Kaiserreich Japan und dem deutschen Kaiserreich bestanden bereits Ende des 19. Jahrhunderts diplomatische Beziehungen. Japanischer Gesandter war im Jahr 1900 Katsunoske Inouyé, er hatte seinen Sitz in der Tiergartenstraße 15.
Am 19. April 1952 nahmen Japan und die Bundesrepublik Deutschland diplomatische Beziehungen wieder auf. Die Botschaft hatte ihren Sitz zunächst in der Godesberger Allee 102–104  im ehemaligen und 1990 durch Berlin als Hauptstadt abgelösten Bonn. Wegen des Umzugs von Bundestag und Regierung nach Berlin verlegte auch Japan den Botschaftssitz im Juni 2001 an ihren Vorkriegsstandort in die deutsche Hauptstadt.
Seit dem 15. Mai 1973 bestanden diplomatische Beziehungen zwischen Japan und der DDR. Sie endeten mit der deutschen Wiedervereinigung im Jahr 1990. Die japanische Botschaft hatte ihren Sitz in der Ost-Berliner Otto-Grotewohl-Straße 5 (seit 1993: Wilhelmstraße 64).

## Gebäude

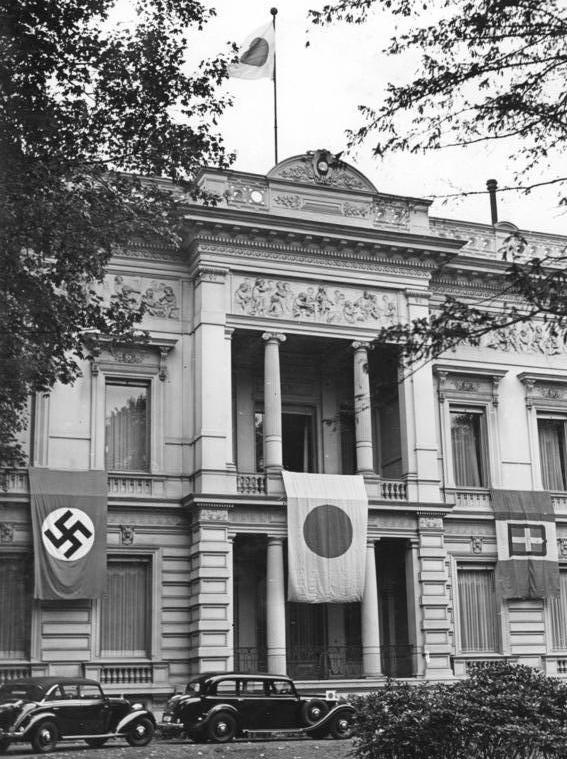
Haupteingang des Vorgängerbaus an der Tiergartenstraße, vor 1938

Das Botschaftsgebäude wurde ursprünglich in den Jahren 1938 bis 1942 nach Plänen von Ludwig Moshamer unter der Aufsicht von Albert Speer gebaut. Der Vorgängerbau hatte den Plänen für eine gewaltige Nord-Süd-Achse in der projektierten „Welthauptstadt Germania“ weichen müssen, Deutschland entschädigte das Japanische Kaiserreich mit einem großen Landstück im neu angelegten Botschaftsviertel am Tiergarten. Das Gebäude selbst musste allerdings auch den Vorstellungen der deutschen Reichsführung genügen, sodass ein vergleichsweise steriler Klassizismusbau das Ergebnis war. Das Gebäude sollte vor allem durch seine Größe beeindrucken, prägendes Stilelement waren die Säulen am Haupteingang. Über dem Kranzgesims bildet eine halbgeschossige Attika über dem Haupteingang den optischen Abschluss des Gebäudes. In der zentralen Sichtachse ist dort eine goldene Chrysantheme als Symbol des Kaiserhauses angebracht.
Zwar stattete der deutsche Bauherr das Gebäude im Innern reichhaltig mit Luxus aus, faktisch fand allerdings in der Zeit des Zweiten Weltkriegs ein Großteil der Amtsführung in Bunkern und anderen Luftschutzanlagen statt. Ein Teil der japanischen Botschaft war zu dieser Zeit nach Linde – nördlich der Stadt Brandenburg an der Havel – in das damals existierende Gut der jüdischen Familie Zwillenberg ausgelagert, die von den Nationalsozialisten zum Verkauf gezwungen worden waren.
Bereits 1943 zerstörte eine Fliegerbombe den Seitenflügel mit den Repräsentationssälen. Im Zweiten Weltkrieg schwer beschädigt, stand das Gebäude danach mehrere Jahrzehnte leer. Mitte der 1980er Jahre verständigten sich Deutsche und Japaner darauf, im verfallenen Gebäude ein deutsch-japanisches Kulturzentrum zu errichten. Der deutsche Denkmalschutz drängte darauf, das historische Gebäude zu erhalten, der japanische Bauherr allerdings fand es in einem nicht mehr zu rettenden Zustand vor. Um die Absprachen mit den Deutschen möglichst einzuhalten, ließ Japan es deshalb von Kishō Kurokawa und Tajii Yamaguchi möglichst identisch neu bauen. Zur Neunutzung als Botschaftsgebäude erfuhr es zwischen 1998 und 2000 umfangreiche Um- und Anbauten durch den Architekten Ryohei Amemiya. Dabei wurde ein kompletter Kanzleitrakt neu angebaut und ein japanischer Garten angelegt. Ebenso wurde der Haupteingang von der Tiergartenstraße in die davon abzweigende Hiroshimastraße verlegt. Über dem ehemaligen Haupteingang, der nun Zugang zur Residenz des Botschafters ist, prangt weiterhin eine goldene Chrysantheme, das kaiserliche Siegel.
Sowohl architektonisch als auch von der Geschichte her ähnelt die japanische Botschaft stark der direkt gegenüberliegenden italienischen Botschaft.